# Tin Rherho

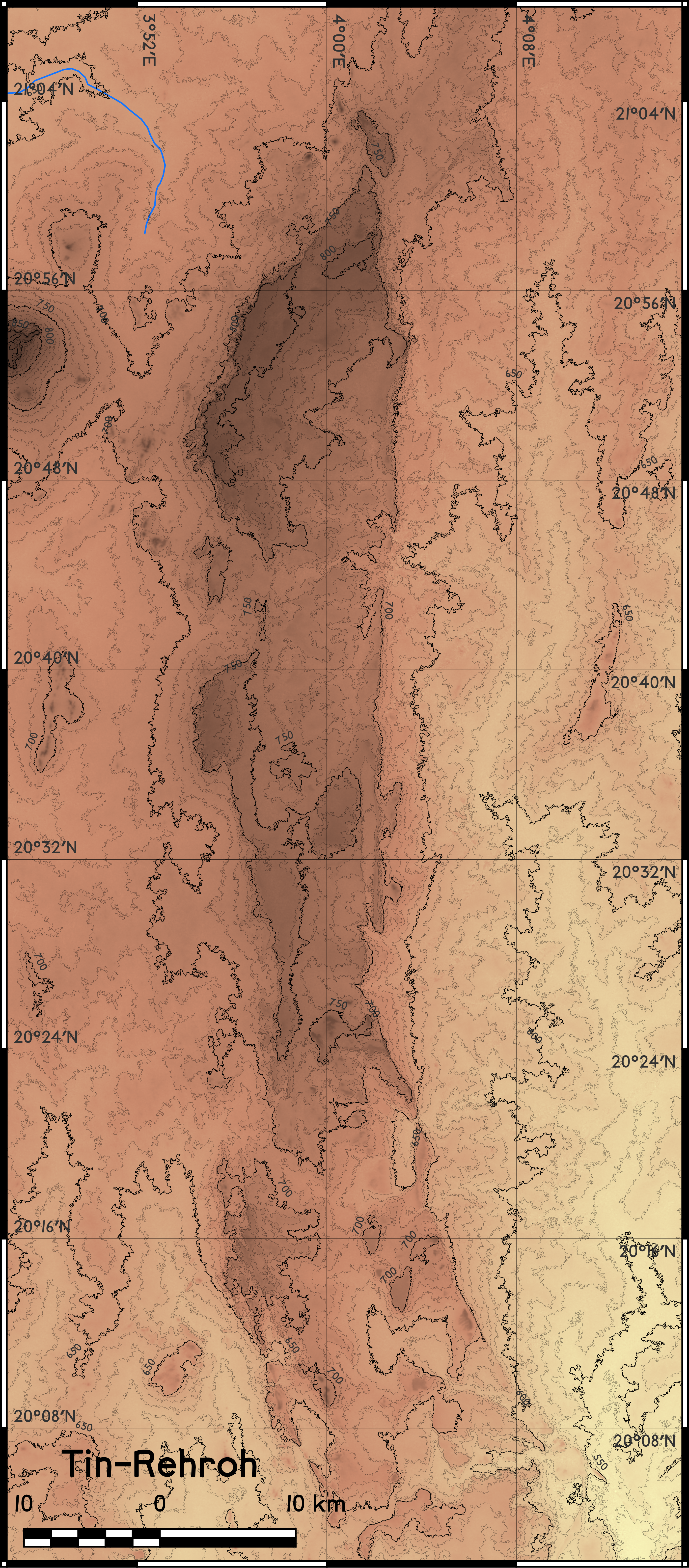
Topographische Karte von Tin-Rehrho

Südwestlich von Tamanrasset in Algerien liegt der Rand des Tassili Tin Rherho, ein schmales Tableau von nur 20 bis 30 km Breite mit einer Nord-Süd-Erstreckung von etwa 120 km, genau entlang dem 4. Längengrad. Es liegt in einer einsamen Wüstenlandschaft, umgeben von weitläufigen Dünenfeldern und erodierten Steinformationen. Die Sandsteinsedimente der Tassili-Regionen prägen sich im Tin Rherho besonders bizarr und filigran aus. Die Tableaukante kann an einigen flacheren Stellen mit dem Geländewagen erklommen werden. Angewehte Dünen vereinen die Felsbrücken, Grotten, Türme und Pilzfelsen zu einer eindrucksvollen Landschaft. Es finden sich in der Gegend Felsbilder, wie beispielsweise Petroglyphen. Die prähistorischen Gravuren, Felsmalereien, Steinsetzungen und Grabanlagen sind kaum bekannt und auch literarisch nicht erfasst. Kaum ein Mensch wird in dieser Region angetroffen. 
Historische Gegenstände wie Reibschalen, Pfeilspitzen, Äxte, aber auch unzählige Hügelgräber und natürliche Felsmalereien zeigen eine Besiedlung bereits in der Steinzeit auf. Mufflons und Gazellen haben hier eine Heimat. Wenngleich Nomaden in dieser Gegend zu Hause sind, ziehen sie stets weiter, denn Brunnen sind eine Rarheit. 
Im Westen liegt das Tim Missaou mit seinen pilzförmigen Felstürmen.